# Срібний глобус (премія)
Срібний глобус (пол. Srebrny Glob) – літературна премія Польської асоціації письменників-фантастів, якою протягом 1999 - 2001 років нагороджували письменників у жанрі фантастики, її засновником вважається Євґеніуш Дембський.
Нагорода призначалась у двох категоріях: «Срібний глобус за роман року» і «Срібний глобус за оповідання року». Номінувалися на премію книжки лише поточного року.
Металева статуетка була у формі місяця з врізаною у нього ракетою.
Також існував інтернет-журнал з тією ж назвою, редактором якого був Євґеніуш Дембський.

## Лауреати
- 1999
  - Яцек Дукай за оповідання «Серце мороку»
  - Кристина Квятковська за роман «Правдива історія Морґани ле Фей і Лицарів Круглого столу»
- 2000
  - Антоніна Лідтке за оповідання «CyberJoly Drim»[3]
  - Марек С. Хуберат за роман «Гніздо світів»[3]
- 2001
  - Майя Лідія Коссаковська за оповідання «Безногий танцюрист»[4][5]
  - Мацей Жердзінський за роман «Опустити Лос Ракес»[5]